# I migliori anni della nostra vita (brano musicale)
I migliori anni della nostra vita è una canzone del compositore Maurizio Fabrizio e del paroliere Guido Morra e cantata da Renato Zero nel 1995. È tratta dall'album Sulle tracce dell'imperfetto.
È stata inserita negli album live Amore dopo amore, tour dopo tour del 1999 e Figli del sogno del 2004 e Arenà - Renato Zero si racconta del 2016.

## Descrizione
Il titolo ricalca quello di un film del 1946 diretto da William Wyler, The Best Years of Our Lives, uscito in Italia con il titolo I migliori anni della nostra vita. Proprio dopo aver visto il film, Guido Morra ebbe l'idea di usare quel titolo per il testo di una canzone e lo disse a Maurizio Fabrizio che compose la musica.
Renato Zero l'ha inserito, quasi sempre fra le canzoni di chiusura, in tutte le tournée svolte dal 1996 (ad esclusione dei tour del 2006, del 2007, del 2009 e del 2013) e l'ha interpretata in innumerevoli partecipazioni televisive. Viene riproposta nel dicembre 2021 nella trasmissione Uà in una interpretazione in duo con Claudio Baglioni. Già nel luglio 2005 al Circo Massimo di Roma durante il Live 8, Renato Zero era stato affiancato da Claudio Baglioni e Laura Pausini.

## In televisione
Il brano ha inoltre ispirato il nome della trasmissione I migliori anni condotta da Carlo Conti su Rai 1, che infatti ha come sigla e leitmotiv le note della canzone (l'artista è stato ospite della trasmissione nel dicembre 2009 e ad aprile 2016).

## Cover
- La canzone è stata tradotta in finnico da Petri Kaivanto per la cantante finlandese Anneli Saaristo con titolo Elämämme paras aika (1996) e in spagnolo dalla cantante Marta Sánchez (titolo spagnolo: Los mejores años de nuestra vida, 1998). Inoltre molti artisti italiani ne hanno fornito una versione personale, fra questi Riccardo Fogli nella compilation del 2004 Il vincitore (Rai Trade), Mina, Mango, Umberto Smaila, Laura Pausini e lo stesso compositore Maurizio Fabrizio con Katia Astarita.

## Curiosità
- In una delle scene finali del film Il divo il senatore Giulio Andreotti, insieme alla moglie, guarda alla televisione il video de I migliori anni della nostra vita tratto dal DVD Figli del sogno.
- La canzone fu pensata e composta per farla interpretare alla cantante Giorgia, la quale rifiutò.
- Dopo il rifiuto di Giorgia, Renato Zero propose la canzone all'amica Loredana Bertè per eseguirla in duetto. Lei però rifiutò, essendo ancora fortemente provata dalla recente scomparsa della sorella Mia Martini.
- La canzone fu incisa da Ornella Vanoni per essere poi inserita in un suo LP, ma all'ultimo momento si decise di non includerla nel disco. La cassetta con il brano finì poi per caso sulla scrivania di Fabrizio Intra a cui va il grande merito di aver colto la grandezza di "I migliori anni della nostra vita", che la propose a Renato Zero[3].

## Classifiche

### Classifiche settimanali
| Classifica (2006) | Posizione massima |
| ----------------- | ----------------- |
| Italia            | 14                |